# Estadio municipal de La Magdalena
El estadio municipal de La Magdalena es un campo de fútbol español del municipio de Villalba, en la provincia de Lugo, Galicia. Es propiedad del Ayuntamiento de Villalba y en el juega sus partidos como local el Racing Club Villalbés desde su inauguración en 1992.
Cuenta con un terreno de juego de hierba natural y dos gradas cubiertas que pueden acoger hasta 1872 espectadores. Es conocido por ser el campo de pruebas del Deportivo de La Coruña durante muchas de sus pretemporadas ya desde la etapa del "SuperDépor" de Arsenio Iglesias.